# Гьялларбру

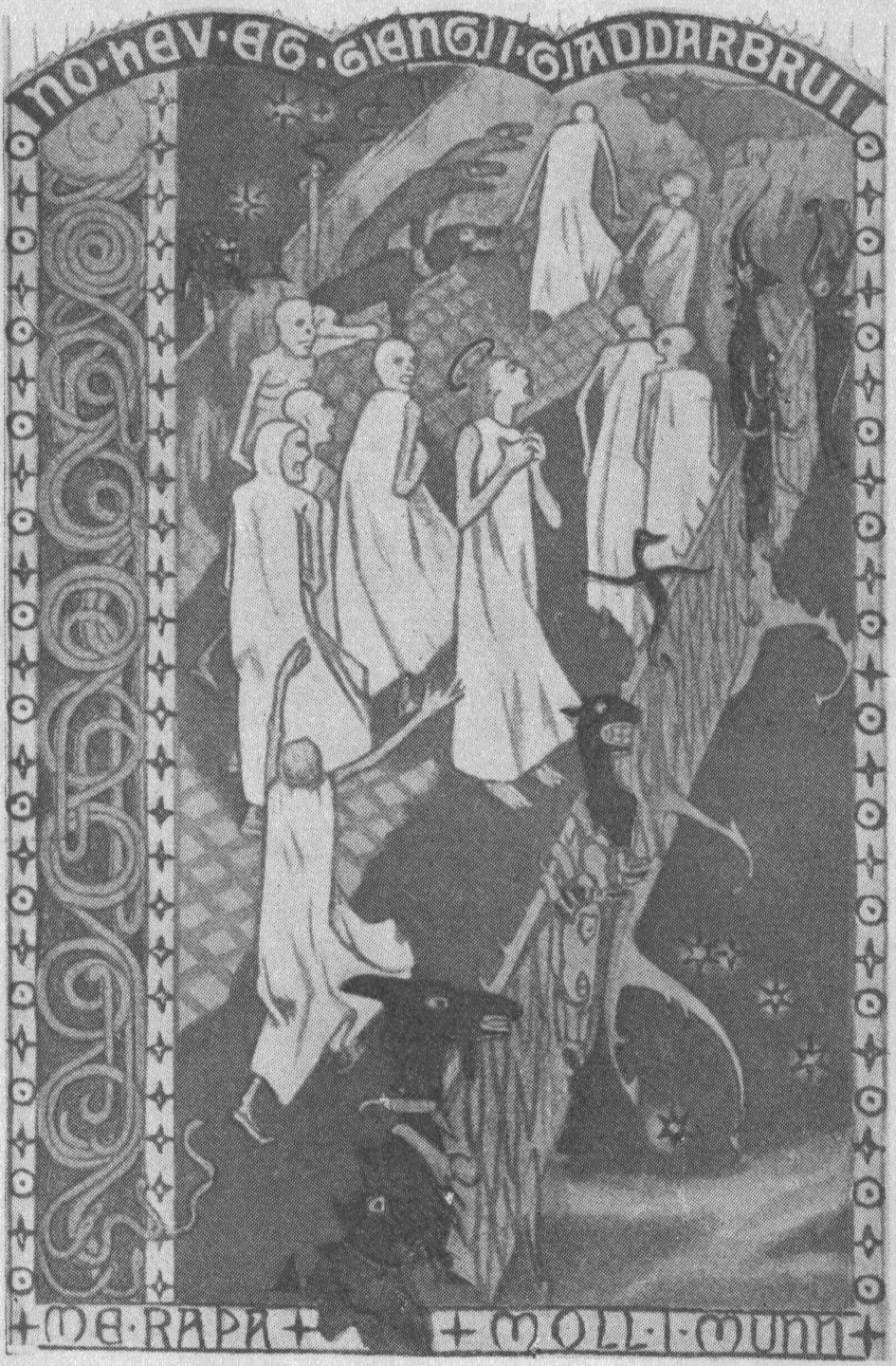
Мост Гьялларбру, иллюстрация к «Поэме грёз»

Гьялларбру (норв. Gjallarbrú) — в древнескандинавской мифологии мост через реку Гьёлль, ведущий в Хельхейм. Его охраняет великанша Модгуд. Мост громко звенит, если кто-то живой идёт по нему, но остаётся тихим, когда идёт мёртвый. 

## Упоминания
Впервые мост письменно упоминается в XIII веке в «Видении Гюльви» Снорри Стурлусона. Спорно поэтому, был ли потусторонний мост действительно частью языческой германской мифологии.
Также упоминается в норвежской «Поэме грёз» (Draumkvedet) как элемент сна Олава Остесона (Olav Åsteson).

## Традиции, связанные с мостом
Обычно души умерших переправлялись через мост верхом или в повозке, которая до этого сжигалась на погребальном костре именно для этой цели.
У народов Северной Европы существовала незыблемая традиция обувать умерших в очень прочную обувь, которую называли «башмаками Хель», чтобы покойные не испытывали страданий во время трудного и долгого пути.
Вскоре после того, как умерший пересекал мост Гьялларбру, он достигал Железного леса Ярнвида, где росли только голые или покрытые железными листьями деревья. Проехав через лес, странник оказывался перед воротами в Хель, которые охранял свирепый покрытый кровью пёс Гарм. Невредимыми оставались лишь те, кто при жизни помогал нуждающимся.

## Мост через Гьёлль в «Видении Гюльви» («Младшая Эдда»)
Брат Бальдра Хермод проскакал по мосту на коне Одина Слейпнире, чтобы потребовать от Хель освободить Бальдра. Хермод ехал верхом девять ночей и ничего не видел, пока не приехал к мосту через Гьёлль, покрытому сверкающим золотом. Дева-великанша Модгуд спросила его имя и происхождение и сказала, что накануне пять толп мёртвых ехали по мосту, при этом грохот, которым сопровождалось их движение, был куда слабее того, который сопровождал езду по мосту Хермода. Также Модгуд сказала, что он не похож на мёртвого, и спросила зачем он едет в Хель. Он отвечает: «Нужно мне в Хель, чтобы разыскать Бальдра, да может статься, видала ты Бальдра на Дороге в Хель?». И она сказала, что Бальдр проезжал по мосту через Гьёлль, «а Дорога в Хель идёт вниз и к северу». Тогда Хермод поехал дальше, пока не добрался до решётчатых ворот в Хель.